# مادلين أشبي
مادلين أشبي (بالإنجليزية: Madeline Ashby)‏ (24 أبريل 1983 في الولايات المتحدة)؛ روائية أمريكية-كندية. درست في جامعة كلية أونتاريو للفنون والتصميم.